# .gal
.gal je sponzorovaná doména nejvyššího řádu vyhrazená pro weby v galicijštině a pro weby spojené s kulturou galicijského jazyka. Byla oficiálně schválena organizací ICANN dne 14. června 2013. Pod doménou je zaregistrováno několik tisíc webů.
O správu domény se stará organizace Puntogal (název organizace je odvozen z galicijského slovního spojení tečka gal), která vznikla již roku 2006 s cílem galicijskou doménu zaregistrovat.
.gal není jedinou doménou spojenou s určitým jazykem a kulturou ve Španělsku. Existují také domény .cat pro katalánštinu a .eus pro baskičtinu.

## Historie
Nápad na vznik samostatné domény pro galicijskou kulturu vznikl již v roce 2006, kdy vzniklo několik organizací s cílem galicijskou doménu zaregistrovat. Návrh byl podpořen i galicijskou autonomní vládou, několika univerzitami, Galicijskou královskou akademií nebo galicijskými emigrantskými spolky mimo Galicii. Doména byla zaregistrována v roce 2013, první webová stránka s doméno www.dominio.gal byla představena 16. května 2024, další weby s doménou (mj. i weby galicijské vlády) byly spuštěny 25. července téhož roku, na galicijský národní den.